# Eupithecia lecerfiata
Eupithecia lecerfiata es una especie de polilla de la familia Geometridae. La especie fue descrita por primera vez por Claude Herbulot habiendo sido descrita en 1984, con distribución en la isla Nieves. El holotipo de la especie fue descrita en Monte Camerún, en el sector Musake, a aproximadamente 1830 metros (6003,9 pies) de altitud.